# Passione di Michele
Passione di Michele è un romanzo del 1980 di Giuseppe Fava. Il libro, edito da Cappelli Milano, è stato utilizzato come storia da cui è stato tratto il film Palermo oder Wolfsburg di Werner Schroeter.
Il libro narra la storia di un siciliano che si trasferisce in Germania Ovest in cerca di un lavoro che non era riuscito a trovare nella sua terra.

## Edizioni
- Giuseppe Fava, Passione di Michele, 1ª ed., Bologna, Cappelli, 1980, SBN PAL0059478.
- (HU) Giuseppe Fava, Szicília messze van, "Rakéta regénytár", Budapest, Magvető, 1984, ISBN 963-14-0280-0.
- Giuseppe Fava, Passione di Michele, "La piccola", n. 55, Messina, Mesogea, 2009, ISBN 88-469-2080-5.